# Академическая гребля на летних Олимпийских играх 2012 — двойки парные (мужчины)
Соревнования среди двоек парных по академической гребле среди мужчин на летних Олимпийских играх 2012 прошли с 28 июля по 3 августа на гребном канале Дорни. В соревновании приняли участие 26 спортсменов из 13 стран.
Чемпионами стали новозеландские спортсмены Натан Коэн и Джозеф Салливан, выигравшие ранее два предолимпийских чемпионата мира. Эта золотая медаль стала для новозеландцев первой в истории, завоёванной в двойках парных. Серебряными призёрами стали итальянцы Романо Баттисти и олимпийский чемпион 2000 года в четвёрках парных Алессио Сартори. Пришедшие к финишу третьими опытные словенские гребцы Лука Шпик и Изток Чоп (для Шпика Игры 2012 года стали уже пятыми в карьере, а для Чопа — шестыми) в третий раз за время совместных выступлений стали обладателями олимпийских медалей. Для Чопа медаль лондонских Игр стала уже четвёртой в карьере. В 1992 году он завоевал бронзовую награду в двойках, выступая в паре с Денисом Жвегелем.
Действующие олимпийские чемпионы австралийцы Дэвид Кроушей и Скотт Бреннан приняли участие в соревнованиях двоек парных, однако уровень выступлений был далёк от уровня четырёхлетней давности. Уже в предварительном раунде австралийцы заняли в своём заезде лишь 4-е место, упустив возможность напрямую пробиться в полуфинал. Выиграв отборочный раунд Кроушей и Бреннан вышли в следующий раунд соревнований, однако вновь не смогли попасть в число трёх сильнейших экипажей в заезде. В классификационном финале B австралийские гребцы показали второе время, заняв по результатам соревнований итоговое 8-е место.

## Призёры
| Золото                                        | Серебро                                    | Бронза                           |
| Новая Зеландия · Натан Коэн · Джозеф Салливан | Италия · Алессио Сартори · Романо Баттисти | Словения · Лука Шпик · Изток Чоп |

## Рекорды
До начала летних Олимпийских игр 2012 года лучшее мировое и олимпийское время были следующими:
| Мировой рекорд     | Франция Адриан Арди, Жан-Баптист Маке         | 6:03,25 | Познань | 15 июня 2006    |
| Олимпийский рекорд | Италия · Россано Гальтаросса, Алессио Сартори | 6:11,49 | Афины   | 18 августа 2004 |

Уже на предварительном этапе новозеландские гребцы Натан Коэн и Джозеф Салливан завершили дистанцию за 6:11,30, установив тем самым новое лучшее мировое время.

## Расписание
Время местное (UTC+1)
| Дата      | Время | Раунд                  |
| --------- | ----- | ---------------------- |
| 28 июля   | 10:30 | Предварительные заезды |
| 29 июля   | 09:30 | Отборочный заезд       |
| 31 июля   | 12:20 | Полуфиналы             |
| 2 августа | 09:50 | Финал B                |
| 2 августа | 11:50 | Финал A                |

## Результаты

### Предварительный этап
Первые три экипажа из каждого заезда напрямую проходили в полуфинал соревнований. Все остальные спортсмены попадали в отборочный этап, где были разыграны ещё три места в полуфиналах.

#### Заезд 1
| Место | Спортсмены                       | Страна    | Время   | Отставание | Примечания |
| ----- | -------------------------------- | --------- | ------- | ---------- | ---------- |
| 1     | Эрик Книттель Штефан Крюгер      | Германия  | 6:17,74 | +0,00      | SF         |
| 2     | Роландас Мащинскас Саулюс Риттер | Литва     | 6:17,78 | +0,04      | SF         |
| 2     | Лука Шпик Изток Чоп              | Словения  | 6:17,78 | +0,04      | SF         |
| 4     | Дэвид Кроушей Скотт Бреннан      | Австралия | 6:21,25 | +3,51      | R          |
| 5     | Майкл Брейтуэйт Кевин Ковалик    | Канада    | 6:34,11 | +16,37     | R          |

#### Заезд 2
| Место | Спортсмены                      | Страна   | Время   | Отставание | Примечания |
| ----- | ------------------------------- | -------- | ------- | ---------- | ---------- |
| 1     | Нильс Якоб Хофф Хьетиль Борш    | Норвегия | 6:16,31 | +0,00      | SF         |
| 2     | Алессио Сартори Романо Баттисти | Италия   | 6:18,50 | +2,19      | SF         |
| 3     | Жюльен Баэн Седрик Беррест      | Франция  | 6:19,61 | +3,30      | SF         |
| 4     | Дмитрий Михай Артём Морозов     | Украина  | 6:49,70 | +33,39     | R          |

#### Заезд 3
| Место | Спортсмены                   | Страна         | Время      | Отставание | Примечания |
| ----- | ---------------------------- | -------------- | ---------- | ---------- | ---------- |
| 1     | Натан Коэн Джозеф Салливан   | Новая Зеландия | 6:11,30 OB | +0,00      | SF         |
| 2     | Билл Лукас Сэм Таунсенд      | Великобритания | 6:11,94    | +0,64      | SF         |
| 3     | Ариэль Суарес Кристиан Россо | Аргентина      | 6:13,68    | +2,38      | SF         |
| 4     | Юри-Микк Удам Гейр Суурсилд  | Эстония        | 6:33,88    | +22,58     | R          |

### Отборочный этап
Первые три экипажа проходят в полуфинал соревнований. Гребцы, пришедшие к финишу, последними вылетают из соревнований и занимают итоговое 13-е место.
| Место | Спортсмены                    | Страна    | Время   | Отставание | Примечания |
| ----- | ----------------------------- | --------- | ------- | ---------- | ---------- |
| 1     | Дэвид Кроушей Скотт Бреннан   | Австралия | 6:25,36 | +0,00      | SF         |
| 2     | Дмитрий Михай Артём Морозов   | Украина   | 6:30,19 | +4,83      | SF         |
| 3     | Майкл Брейтуэйт Кевин Ковалик | Канада    | 6:30,74 | +5,38      | SF         |
| 4     | Юри-Микк Удам Гейр Суурсилд   | Эстония   | 6:38,50 | +13,14     |            |

### Полуфиналы
Первые три экипажа из каждого заезда проходили в финал соревнований. Все остальные спортсмены попадали в финал B, где разыгрывали места с 7-го по 12-е.

#### Заезд 1
| Место | Спортсмены                      | Страна         | Время   | Отставание | Примечания |
| ----- | ------------------------------- | -------------- | ------- | ---------- | ---------- |
| 1     | Ариэль Суарес Кристиан Россо    | Аргентина      | 6:19,40 | +0,00      | FA         |
| 2     | Натан Коэн Джозеф Салливан      | Новая Зеландия | 6:19,79 | +0,39      | FA         |
| 3     | Алессио Сартори Романо Баттисти | Италия         | 6:20,68 | +1,28      | FA         |
| 4     | Эрик Книттель Штефан Крюгер     | Германия       | 6:22,54 | +3,14      | FB         |
| 5     | Дэвид Кроушей Скотт Бреннан     | Австралия      | 6:23,47 | +4,07      | FB         |
| 6     | Дмитрий Михай Артём Морозов     | Украина        | 6:36,52 | +17,12     | FB         |

#### Заезд 2
| Место | Спортсмены                       | Страна         | Время   | Отставание | Примечания |
| ----- | -------------------------------- | -------------- | ------- | ---------- | ---------- |
| 1     | Лука Шпик Изток Чоп              | Словения       | 6:19,97 | +0,00      | FA         |
| 2     | Роландас Мащинскас Саулюс Риттер | Литва          | 6:21,62 | +1,65      | FA         |
| 3     | Билл Лукас Сэм Таунсенд          | Великобритания | 6:22,47 | +2,50      | FA         |
| 4     | Нильс Якоб Хофф Хьетиль Борш     | Норвегия       | 6:22,88 | +2,91      | FB         |
| 5     | Жюльен Баэн Седрик Беррест       | Франция        | 6:29,61 | +9,64      | FB         |
| 6     | Майкл Брейтуэйт Кевин Ковалик    | Канада         | 6:38,94 | +18,97     | FB         |

### Финалы

#### Финал B
| Место | Спортсмен                     | Страна    | Время   | Отставание | Итоговое место |
| ----- | ----------------------------- | --------- | ------- | ---------- | -------------- |
| 1     | Нильс Якоб Хофф Хьетиль Борш  | Норвегия  | 6:20,82 | +0,00      | 7              |
| 2     | Дэвид Кроушей Скотт Бреннан   | Австралия | 6:22,19 | +1,37      | 8              |
| 3     | Эрик Книттель Штефан Крюгер   | Германия  | 6:23,36 | +2,54      | 9              |
| 4     | Жюльен Баэн Седрик Беррест    | Франция   | 6:26,44 | +5,62      | 10             |
| 5     | Дмитрий Михай Артём Морозов   | Украина   | 6:31,51 | +10,69     | 11             |
| 6     | Майкл Брейтуэйт Кевин Ковалик | Канада    | 6:32,61 | +11,79     | 12             |

#### Финал A
Главными фаворитами финального заезда в двойках у мужчин считались новозеландцы Натан Коэн и Джозеф Салливан, которые выиграли два предыдущих чемпионата мира, проводившиеся в олимпийском цикле, а также установившие на предварительном этапе новое лучшее мировое время. К тому же по ходу соревнований выбыли из борьбы за медали их главные соперники: действующие олимпийские чемпионы австралийцы Дэвид Кроушей и Скотт Бреннан, а также чемпионы мира 2009 года из Германии Эрик Книттель и Штефан Крюгер . Из экипажей, пробившихся в финал, наиболее реальные шансы на борьбу с новозеландскими гребцами имели титулованные словенские спортсмены Лука Шпик и Изток Чоп.
Именно словенский экипаж вышел в лидеры со старта гонки. После 500 метров дистанции они опережали ближайших соперников почти на секунду. К середине заезда Шпик и Чоп продолжали показывать лучшее время, увеличив отрыв ещё на несколько десятых. Однако на второй половине дистанции лидеров начали догонять итальянцы Алессио Сартори и Романо Баттисти, которые за 500 метров до финиша стали лидерами, опережая словенцев всего на 0,26 с. В двух секундах от лидеров борьбу вели экипажи из Новой Зеландии и Аргентины. Заключительный отрезок стал звёздным часом для Коэна и Салливана, которые подтвердили статут главных фаворитов Олимпийского турнира. Начавшие заезд медленнее всех, новозеландцы на второй половине дистанции смогли значительно увеличить темп и на последней четверти дистанции Коэн и Салливан показали время на 3,6 секунды быстрее чем у второй лодки на этом отрезке. В итоге на финише новозеландцы более чем на секунду опередили итальянскую двойку и почти на три секунды словенцев, завоевавших бронзовую награду.
| Место | Спортсмен                        | Страна         | Время   | Отставание |
| ----- | -------------------------------- | -------------- | ------- | ---------- |
| 1     | Натан Коэн Джозеф Салливан       | Новая Зеландия | 6:31,67 | +0,00      |
| 2     | Алессио Сартори Романо Баттисти  | Италия         | 6:32,80 | +1,13      |
| 3     | Лука Шпик Изток Чоп              | Словения       | 6:34,35 | +2,68      |
| 4     | Ариэль Суарес Кристиан Россо     | Аргентина      | 6:36,36 | +4,69      |
| 5     | Билл Лукас Сэм Таунсенд          | Великобритания | 6:40,54 | +8,87      |
| 6     | Роландас Мащинскас Саулюс Риттер | Литва          | 6:42,96 | +11,29     |